# Star Fox 64 3D
Star Fox 64 3D (In Japan: スターフォックス64 3D, oftewel: Sutā Fokkusu Rokujūyon Surīdī) is een driedimensionaal on rail shooter-videospel voor de Nintendo 3DS, ontwikkeld en uitgegeven door het Japanse bedrijf Nintendo in samenwerking met ontwikkelaar Q-Games.
Star Fox 64 3D is een remake van het spel Lylat Wars (beter bekend als Star Fox 64 in bijvoorbeeld Amerika en Japan) en werd van origine in 1997 uitgebracht op de Nintendo 64. Het spel is geen directe kopie of port, zoals bij de Virtual Console-versie, maar is in zijn totaliteit opnieuw geprogrammeerd en bevat sterk verbeterde beelden die tevens zijn bewerkt naar 3D. Daarnaast bevat het spel een aantal nieuwe gameplay mogelijkheden, zoals het bedienen van het schip de Arwing via de gyroscoop-besturing van de Nintendo 3DS en de mogelijkheid tot een multiplayergevecht waarbij vier spelers via hun eigen Nintendo 3DS tegen elkaar kunnen spelen. Tevens zijn in deze remake de stemmen van de personages heringesproken door andere stemacteurs.
Het spel is geregisseerd door Dylan Cuthbert, die tevens regisseur was van Starwing (of Star Fox), het allereerste deel in de Star Fox reeks uitgebracht in 1993 voor de Super NES.